# 艾尤卡鎮區 (伊利諾伊州馬里昂縣)
艾尤卡鎮區（英語：Iuka Township）是位於美國伊利諾伊州馬里昂縣的一個行政鎮區。

## 地方資料
根據2010年美國人口普查的數據，艾尤卡鎮區的面積為93.30平方千米，當中陸地面積為93.10平方千米，而水域面積為0.20平方千米。當地共有人口964人，而人口密度為每平方千米10.33人。